# Herzeleid
A Herzeleid a Rammstein első stúdióalbuma, 1995-ből. A borítót Gottfried Helnwien tervezte.
Sok tagnak volt ez idő tájt kapcsolatbeli problémája, ezért is kapta az album a „Szívfájdalom” címet.
A Herzeleidot néhány országban megváltoztatott borítóval adták ki, ezen a tagok arcképei vannak.

## Számok
| 1.    | Wollt ihr das Bett in Flammen sehen? (Akarjátok az ágyat lángokban látni?) | 5:17 |
| 2.    | Der Meister (A mester)                                                     | 4:08 |
| 3.    | Weißes Fleisch (Fehér hús)                                                 | 3:35 |
| 4.    | Asche zu Asche (Porból porrá)                                              | 3:51 |
| 5.    | Seemann (Tengerész)                                                        | 4:48 |
| 6.    | Du riechst so gut (Oly' jól illatozol)                                     | 4:49 |
| 7.    | Das alte Leid (A régi bánat)                                               | 5:44 |
| 8.    | Heirate mich (Vegyél feleségül)                                            | 4:44 |
| 9.    | Herzeleid (Szívfájdalom)                                                   | 3:41 |
| 10.   | Laichzeit (Ívási idő)                                                      | 4:20 |
| 11.   | Rammstein                                                                  | 4:25 |
| 49:28 |                                                                            |      |

## Külső hivatkozások
- Rammstein.lap.hu - linkgyűjtemény